# Razred podmornic Virginia
Razred Virginia je razred jedrskih jurišnih podmornic, ki je v uporabi ameriški vojni mornarici (prva podmornica tega razreda je bila dostavljena 2005).

## Zgodovina
Razred podmornic Virginia (tudi razred SSN-774) je prvi razred podmornic ZDA, ki so načrtovane za tako oceansko kot obalno plovbo ter kot nadomestilo za razred podmornic los angeles.
Sprva so jih smatrali za cenejšo različico razreda seawolf (cena 2 milijardi USD), toda sama cena podmornic je med samo gradnjo presegla načrtovano (končna cena 2,6 milijardi $).
Podmornice namesto periskopov uporabljajo t. i. fotonske jambore; vsaka podmornica ima tako dva jambora, na katerih so pritrjene visokorazločljive kamere, infrardeči daljinomerji, ESM oddaljnik,...
Januarja 2006 je prišlo na dan poročilo, da naj bi Ministrstvo za obrambo ZDA močno oklestil število ladij tega razreda na račun krčenja proračuna.

## Značilnosti
| Ladjedelnica     | GD Electric Boat Northrop Grumman Newport News                              |
| Dolžina          | 114,91 m                                                                    |
| Širina           | 10,36 m                                                                     |
| Teža             | 7.800 t                                                                     |
| Tovor            | 40 orožij, ASDS                                                             |
| Pogon            | reaktor S9G                                                                 |
| Največja globina | 244 m                                                                       |
| Največja hitrost | 25 vozlov                                                                   |
| Načrtovana cena  | 1,65 milijarde $                                                            |
| Dejanska cena    | 2,6 milijarde $                                                             |
| Posadka          | 120 moštva in 14 častnikov                                                  |
| Oborožitev       | izstrelki tomahawk, VLS cevi, Mark 48 torpeda, 4 torpedne cevi, morske mine |

## Podmornice razreda Virginia
- USS Virginia (SSN-774)|USS Virginia (SSN-774) - v uporabi
- USS Texas (SSN-775)|USS Texas (SSN-775) - bo dostavljena 2006
- USS Hawaii (SSN-776)|USS Hawaii (SSN-776) - v gradnji, bo dostavljena 2007
- USS North Carolina (SSN-777)|USS North Carolina (SSN-777) - poimenovana 11. decembra 2000, dostavljena bo 2008 (zadnja ladja prvega bloka)

- USS New Hampshire (SSN-778)|USS New Hampshire (SSN-778) - načrtovana dostava leta 2010 (prva ladja drugega bloka)
- USS New Mexico (SSN-779)|USS New Mexico (SSN-779) - načrtovana dostava leta 2011
- SSN-780 - načrtovana dostava leta 2011
- SSN-781 - načrtovana dostava leta 2013
- SSN-782 - načrtovana dostava leta 2007
- SSN-783 - načrtovana dostava leta 2008 (zadnja ladja drugega bloka)

- SSN-784 - načrtovan začetek gradnje leta 2009 (prva ladja tretjega bloka)
- SSN-785 - načrtovan začetek gradnje leta 2009
- SSN-786 - načrtovan začetek gradnje leta 2009
- SSN-787 - načrtovan začetek gradnje leta 2009
- SSN-788 - načrtovan začetek gradnje leta 2009
- SSN-789 - načrtovan začetek gradnje leta 2009
- SSN-790 - načrtovan začetek gradnje leta 2009
- SSN-791 - načrtovan začetek gradnje leta 2009 (zadnja ladja tretjega bloka)